# Schitu din Deal
Schitu din Deal – wieś w Rumunii, w okręgu Aluta, w gminie Pleșoiu. W 2011 roku liczyła 274 mieszkańców.